# Onthophagus splendidus
Onthophagus splendidus är en skalbaggsart som beskrevs av Antoine Boucomont 1932. Onthophagus splendidus ingår i släktet Onthophagus och familjen bladhorningar. Inga underarter finns listade i Catalogue of Life.